# XV. Armeekorps (Wehrmacht)
Das Generalkommando XV. Armeekorps (mot.) war ein deutsches Armeekorps der Wehrmacht im Zweiten Weltkrieg. Das Korps kam erst 1939 in Polen und 1940 im Westfeldzug zum Einsatz. Als neues XV. Korps wurde im Sommer 1943 ein neues XV. Gebirgskorps aufgestellt, welches bis zum Kriegsende im Einsatz blieb.

## Geschichte
Das XV. Armee-Korps (mot.) wurde am 10. Oktober 1938 in Jena im Wehrkreis IX gegründet.
Zu Beginn des Angriffskrieg gegen Polen stand das Korps unter dem Kommando der 10. Armee und hatte die 2. und 3. Leichte Division unterstellt. Am 1. September 1939 rückte das Korps in Richtung Warta vor, innerhalb weniger Tage waren die polnischen Verteidigungsstellungen entlang des Flusses durchbrochen, der Fluss wurde südlich von Tschenstochau überquert. Zusammen mit dem IV. Armeekorps wurde die polnische 7. Division umzingelt, die am 4. September kapitulieren musste. Dann ging es Richtung Radom, das am 8. September erreicht wurde. Am nächsten Tag wurden die Weichselbrücken bei Dęblin und Kozienice erreicht und der Kessel bei Radom geschlossen. In weiteren Kämpfen, die bis zum 13. September dauerten, wurden fünf polnische Infanteriedivisionen und eine Kavalleriebrigade zerschlagen. Das Korps rückte dann am 17. September nach Błonie vor, um die Verbindung zwischen Modlin und Warschau zu unterbrechen. Am 29. September kapitulierte Modlin und damit war der Überfall auf Polen für das Korps beendet.
Mitte Oktober 1939 wurde das Korps zur Auffrischung in die Heimat und ab dem 25. Oktober an den Niederrhein verlegt und im Raum Aachen konzentriert.
Zu Beginn des Feldzuges im Westen am 10. Mai 1940, bestand das Korps aus der 62. Infanterie-Division und die 5. Panzer-Division. Am folgenden Tag wurde auch die 7. Panzer-Division unterstellt. Die Aufgabe des im Rahmen der 4. Armee operierenden Korps war es, die rechte Flanke der Panzergruppe Kleist beim Durchmarsch der Ardennen zu decken. Am 13. Mai überquerten die Panzer die Maas bei Houx und Dinant. Am 15. Mai entbrannte ein Panzergefecht bei Flavion, danach brach die 7. Panzer-Division (Generalmajor Rommel) nach Arras durch. Hier wurde die Division am 21. Mai in der Schlacht von Arras  von einem starken britischen Gegenangriff getroffen. Inzwischen hatte auch die 5. Panzer-Division (Generalleutnant Hartlieb) den Raum östlich von Cambrai erreicht. Aufgrund von Hitlers "Haltebefehl" hielt sich das Korps am 24. Mai am Canal de Neuffossé auf. Das Korps nahm dann an der Schlacht von Dünkirchen teil. Das Korps wurde zwischen dem 19. und 30. Mai als Gruppe Hoth bezeichnet. Während der zweiten Phase des Feldzuges (Fall Rot), wurde das Korps am westlichsten Teil der Somme-Front eingesetzt. Das Korps hatte jetzt die 5. und 7. Panzer-Division und die 2. motorisierte Division unterstellt. Mit diesen Divisionen rückte das Korps ab dem 5. Juni nach Süden vor. Bereits am 9. Juni wurde Rouen mit beiden Panzerdivisionen erreicht. Dann wandte sich die Truppen nach Westen, die alliierten Truppen wurden entlang der Küste abgeschnitten. Am 16. Juni wurde Dreux erreicht und dann ging es Richtung Rennes. Die 7. Panzer-Division konnte Cherbourg mit seinem Hafen bis zum Abend des 18. Juni einnehmen. Die anderen Teile des Korps hatten inzwischen Rennes erreicht. Zwei Tage später nehmen die unterstellten Einheiten Nantes ein, einschließlich der unbeschädigten Loire-Brücken. Am 22. Juni rückte die 7. Panzer-Division in Saint-Malo ein, während die 5. Panzer-Division Brest besetzte. Am 25. Juni erreichte das Korps die Linie Royan – Saintes. Damit war der Westfeldzug für das Korps beendet. Im Juli konzentrierte das Korps im Raum Pithiviers. Am 2. November wurde der Korpsstab nach Fontainebleau verlegt.
Das XV. Armeekorps wurde am 16. November 1940 in Fontainebleau (Frankreich) in die Panzergruppe 3 umgewandelt.

## XV. Gebirgskorps
Die Aufstellung des Generalkommando XV. Gebirgskorps erfolgte per 12. August 1943 unter Verwendung des Stab Befehlshaber der Deutschen Truppen in Kroatien.
Hierbei wurden folgende Korpstruppen unterstellt:
- Artilleriekommandeur (Arko) 415
- Gebirgs-Korps-Nachrichten-Abteilung 415
- Korps-Maschinengewehr-Bataillon 415

### Geschichte
Ab September 1943 war das Korps der 2. Panzer-Armee bei der Heeresgruppe F in Kroatien unterstellt. Der weitere Einsatz der XV. Gebirgskorps erfolgte durchgängig bis zum Kriegsende in Kroatien.
Im Januar 1945 erfolgte die direkte Unterstellung bei der Heeresgruppe E die bis zur Kapitulation am 8. Mai 1945 so blieb. Diese Heeresgruppe unterstand ab April dem Oberbefehlshaber Südost.

## Kommandeure

### Kommandierende Generale
(Quelle: )
- Generaloberst Hermann Hoth 10. November 1938 – November 1940
- General der Infanterie Lueters 25. August 1943 – 10. Oktober 1943
- General der Infanterie von Leyser 1. November 1943 – 1. August 1944
- General der Panzertruppe Fehn 1. August 1944 – 8. Mai 1945